# Chasmistes brevirostris
Chasmistes brevirostris là một loài cá thuộc họ Cá mút. Loài cá này là loài bản địa ở miền nam bang Oregon và phía bắc California trong Hoa Kỳ. Đây là một loài nguy cấp liên bang của Hoa Kỳ. Loài này có thể phát triển lên đến chiều dài nửa mét. Loài cá này có đầu lớn và môi thịt mỏng, môi dưới hình chữ V. Người ta đã quan sát cá thể đạt đến tuổi thọ 33 tuổi. 
Môi trường sống ưa thích của loài cá này là hồ nước giàu oxy, nước đục, cạn, hơi kiềm, có nhiệt độ mát mẻ, nhưng không lạnh, trong mùa hè.